# Donna lombarda

Donna lombarda est une chanson populaire italienne. Elle est considérée comme la plus ancienne du répertoire italien. Elle est particulièrement  diffuse dans le nord de l'Italie, mais est aussi connue dans le centre-sud. Son thème est l'histoire d'une femme qui est invitée par son amant à tuer son mari avec du poison extrait d'un serpent, mais un enfant de quelques années ou quelques mois, selon la version, informe celui qu'il appelle « cher père  » de la tentative de meurtre et oblige la femme infidèle à boire la boisson empoisonnée.

## Histoire
Costantino Nigra dans son œuvre Canti popolari del Piemonte (1888), évoque la possibilité que l'origine du texte remonte au VIe siècle, identificant la protagoniste comme la reine des Longobards Rosemonde, qui empoisonna son mari Elmichi (it), sur instigation de  Longino,.

## Interprètes
Des artistes ont repris la chanson :
- Original Occitana, album Polyphonies Sounds, Label : New Track Music (2009)
- Caterina Bueno
- Francesco De Gregori et Giovanna Marini, album Il fischio del vapore (2002)
- Angelo Branduardi
- Giovanna Daffini avec Vittoria Carpi
- Mia Martini et Sergio Endrigo, album Canzoni venete (1976)
- Cantovivo (it) disque O nobil cavaliere (2003)
- Véronique Chalot en français sous le titre L'empoisonneuse
- Istranova (Capodistria) en dialecte, album Istranova (1982)
- Nanni Svampa, Milanese - Antologia della canzone lombarda (vol. 1, 1970)
- Malicorne en français, album Malicorne (1974), sous le titre Dame Lombarde